# أبو عمران الميرتلي
أبو عمران موسى بن الحسين القَيسي المعروف بـأبو عمران الزاهد والمِيرتُلي (1128 - 22 نوفمبر 1207) عالم مسلم وصوفي وشاعر أندلسي في القرن السادس الهجري/ الثاني عشر الميلادي عاش في عصر الموحدون. ولد في حص مارتلة و سكن إشبيلية واشتهر فيها في الزهد. يعد من شعراء الزهد وعالم بالتفسير والفقه والحديث والأدب. توفي بمدينة فاس، ودفن بخارج باب الفتوح له ديوان شعر أكثره في الزهد.

## سيرته
هو موسى بن الحسين بن موسى بن عمران القيسي، أبو عمران الزاهد، المعروف بالميرتلي أو المارتلي، نسبة إلى بلدة حص مارتلة من حصون باجة بالأندلس وهي حالياً مدينة تقع في مقاطعة باجة بجنوب شرقي البرتغال. ولد فيها سنة 522 هـ/ 1128 م. سك إشبيلية واشتهر بالزهد والانقطاع حتى كان في ذلك واحد وقته، يزوره الملوك ويتبركون ويستوهبون دعاءه، وكان لا يقبل من أحد شيئاً وإنما كان له ما يقوم به من مِلك ورثه من جهة طيبة. اشتهر باشبيلية بالصلاح وله شعر وبرز في التفسير والفقه والحديث والأدب. وكان ملازما لمسجده بإشبيلية، يقرئ ويعلم وما تزوج . 

توفى بمدينة إشبيلية أو يقال فاس في 1 جمادى الأولى 604 هـ/ 22 نوفمبر 1207 م ودفن بخارج باب الفتوح له. ويقال لما احتضر ما زال يكرر إنَّ الذين آمنوا وعملوا الصالحات، إلى أن قبض.

## آثاره
ديوان شعر، منه :
وله أيضا: